# Marcelo Raúl Martorell
Marcelo Raúl Martorell (Salta, 1 de março de 1945 - Salta, 16 de junho de 2024) foi um clérigo argentino e bispo católico romano emérito de Puerto Iguazú.

## Carreira
Marcelo Raúl Martorell fez cursos filosóficos no Seminário Maior de Córdoba e teológicos em Roma, na Pontifícia Universidade Gregoriana. Foi ordenado sacerdote em 29 de junho de 1970, na Praça São Pedro em Roma, pelo Papa Paulo VI. Obteve a licenciatura em teologia fundamental pela Universidade Católica da Argentina (Buenos Aires).
Como sacerdote, Martorell ocupou os seguintes cargos: vigário paroquial (1970-1974), formador e professor de Teologia Fundamental no Seminário de Córdoba (1975-1986), Ecônomo Geral da Arquidiocese (1980-1987), pároco da Paróquia de Santo Cristo em Córdoba (1986-1992), Vigário Geral (1987-1998). Além disso, foi também Moderador da Cúria e Juiz do Tribunal Eclesiástico. Desde 1992 era pároco da paróquia do Sagrado Coração Eucarístico de Jesus em Córdoba.
Papa Bento XVI nomeou-o Bispo de Puerto Iguazú em 3 de outubro de 2006. O núncio apostólico na Argentina, Adriano Bernardini, concedeu-lhe a ordenação episcopal em 8 de dezembro do mesmo ano, no Estádio de Puerto Iguazú; os co-consagrantes foram Domingo Salvador Castagna, Arcebispo de Corrientes, Emilio Ogñénovich, Arcebispo Emérito de Mercedes-Luján, Roberto Rodríguez, Bispo de La Rioja, e Fabriciano Sigampa, Arcebispo de Resistencia.
Em 8 de maio de 2020, o Papa Francisco aceitou a renúncia de Marcelo Raúl Martorell por motivos de idade.

Morreu em 16 de junho de 2024, aos 79 anos. Foi sepultado no Santuário da Divina Misericórdia da Diocese de Puerto Iguazú.